# آدام مانیا
آدام مانیا (به انگلیسی: Adam Mania) (زادهٔ ۳۱ اوت ۱۹۸۳) شناگر اهل ایالات متحده آمریکا است.